# Carlos Kamiani Félix
Carlos Kamiani Félix Suénaga (Eldorado, Sinaloa; 5 de enero de 1985) es un futbolista mexicano que se desempeña en la posición de delantero que actualmente milita en el AFF Guatemala de la Liga Nacional de Fútbol de Guatemala.

## Trayectoria

### Inicios en México

#### Altamira F. C.
Debutó en 2002 con los Altamira Fútbol Club de la Liga de Ascenso de México, en ese momento, estuvo durante cinco años en dicho club.

### Paso por Guatemala[2]

#### Universidad S. C.
Después de plantearse abandonar el fútbol profesional, Carlos Kamiani cambió de parecer una cuando su exestratega en Tamaulipas, Rafael Loredo, lo llamó para jugar con un discreto club guatemalteco: Universidad S. C. en el año 2007. En ese momento la U jugaba en la Primera División de Guatemala y con actuaciones destacadas pudo ayudar al equipo a ascender a la Liga Nacional.
Con la casaca del San Carlos, el mexicano se anotó 127 goles en ambas categorías.

#### C. S. D. Municipal
Para 2016 llegó al equipo más grande de ese país, el Municipal, que puede presumir en sus vitrinas más de 30 títulos y 23 subcampeonatos.
Con los rojos, Kamiani acumula más de 40 goles desde su llegada y ya pudo levantar el trofeo de campeón del Clausura 2017. Actualmente posee 13 goles en el año futbolístico dentro de la Liga Nacional Guatemalteca, siendo el quinto mejor goleador del periodo por detrás de un viejo conocido del fútbol mexicano y compañero de Carlos Kamiani, el panameño Blas Pérez, con 14 anotaciones. Esta tabla es liderada por otro mexicano, Agustín Herrera con 21 goles vistiendo la casaca del Antigua G. F. C..
El jugador demostró su agradecimiento después de radicar 10 años en el país chapín con la siguiente frase:
Esto dijo Carlos Kamiani al pedirle comparar el fútbol mexicano con el guatemalteco:

«El futbol mexicano ha crecido muchísimo, la liga guatemalteca va en aumento y no es tan competitiva como México, pero ahora todo el mundo se prepara, son más intensos, el futbol es más rápido, y sabemos que la liga mexicana es una de las mejores; creo que aún estamos varios escalones abajo, y pienso que Guatemala va en el proceso de ir remontando.»

#### C. S. D. Xelajú M. C.
El 6 de junio de 2018 se oficializa su llegada al Xelajú. El 9 de diciembre de 2019 fue anunciado como baja del plantel.

#### C. D. Iztapa
El 23 de diciembre de 2019 es oficializada su llegada al Club Deportivo Iztapa después de su paso fugaz por el Xelajú.

## Clubes
| Club                     | País      | Año             |
| ------------------------ | --------- | --------------- |
| Estudiantes de Altamira  | México    | 2002-07         |
| Universidad S. C.        | Guatemala | 2007-16         |
| C. S. D. Municipal       | Guatemala | 2016-18         |
| C. S. D. Xelajú M.C.     | Guatemala | 2018-19         |
| C. D. Iztapa             | Guatemala | 2020-2022       |
| Club Deportivo Marquense | Guatemala | 2022            |
| CF Universidad           | Guatemala | 2023-actualidad |

## Palmarés
| Título               | Club               | País      | Año  |
| -------------------- | ------------------ | --------- | ---- |
| Torneo Clausura 2017 | C. S. D. Municipal | Guatemala | 2017 |

### Distinciones individuales
| Distinción               | Año  |
| ------------------------ | ---- |
| Trofeo Juan Carlos Plata | 2015 |